# 14157 Pamelasobey
A 14157 Pamelasobey (ideiglenes jelöléssel 1998 SA133) a Naprendszer kisbolygóövében található aszteroida. A LINEAR projekt keretében fedezték fel 1998. szeptember 26-án.